# کلی بچارد
کلی بچارد (انگلیسی: Kelly Bechard؛ زادهٔ ۲۲ ژانویهٔ ۱۹۷۸) بازیکن هاکی روی یخ اهل کانادا بود.
از افتخارات وی میتوان به کسب مدال طلا در بازی‌های المپیک زمستانی ۲۰۰۲ اشاره کرد.